# Planos (Revueltas)

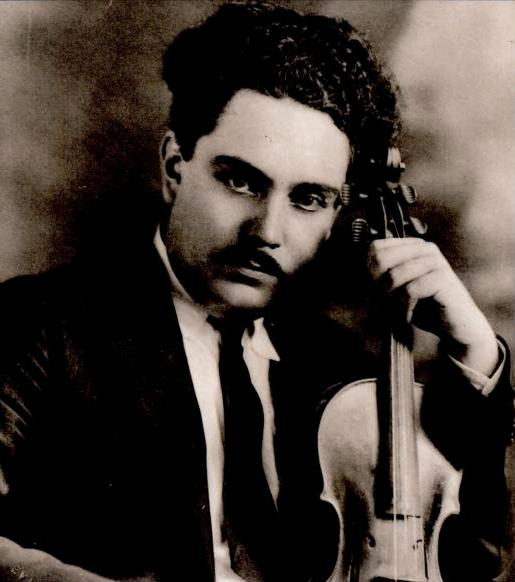
Silvestre Revueltas en 1930

Planos est une œuvre de musique de chambre composée en 1934 par le compositeur mexicain Silvestre Revueltas. La partition a été élargie et arrangée pour orchestre sous le titre Danza geométrica la même année.

## Histoire
L'architecte Ricardo Ortega, ami de Silvestre Revueltas, l'encourageait depuis 1926 à composer de la musique contemporaine. Lorsque le compositeur écrit Planos, dont le titre, « plans », renvoie à la géométrie et à l'architecture, il la dédie à Ortega.
C'est une œuvre de musique pure, sans influence de la musique traditionnelle mexicaine comme pour d'autres œuvres de Revueltas. Elle est cependant sans doute influencée par la musique d'Edgar Varèse, avec qui Revueltas avait correspondu dans les années 1920.
Planos est créé le 5 novembre 1935 au Palais des beaux-arts de Mexico, par l'Orchestre symphonique du Mexique sous la direction du compositeur.

## Effectif
Planos est écrit pour un nonette : clarinette, clarinette basse, basson, trompette, piano, deux violons, violoncelle et contrebasse.
Danza geométrica convoque deux pianos et un orchestre, avec en particulier des cors, et plusieurs instruments à percussion : xylophone, glockenspiel, cymbales, gong, carillon tubulaire…

## Discographie
- Planos, par le MGM Chamber Orchestra sous la direction de Carlos Surinach, MGM Pan American Music Series
- Planos par le London Sinfonietta sous la direction de David Atherton, 1979, RCA/BMG
- Danza geométrica par le New Philharmonia Orchestra sous la direction d'Eduardo Mata, 1975, RCA/BMG
- Homenaje a Revueltas — Musique de chambre, par l'ensemble Ebony Band Amsterdam sous la direction de Werner Herbers, 2004, Channel Classics (CCS SA 21104)